# قاعدة
القَاعِدَةُ هي قضية كلية منطبقة على جميع جزئياتها. وتطلق في اصطلاح العلماء على الأصل والقانون والمسألة والضابطة والمقصد.

## التفصيل
عُرِفت القاعدة بأنّها أمر كلّي منطبق على جميع جزئياته عند تعرّف أحكامها منه. وهذا التفسير مجمل. وبالتفصيل قضية كلّية تصلح أن تكون كبرى الصغرى سهلة الحصول حتى يخرج الفرع من القوة إلى الفعل. ووجه كونه تفصيلا أنّه علم به أنّ الأمر الكلّي المذكور أوّلا أريد به القضية الكلّية لا المفهوم الكلّي، كالإنسان مثلا. وعلم أيضا أنّ المراد بالجزئيات ليس جزئيات ذلك الأمر الكلّي كما يتبادر إليه الوهم، إذ ليس للقضية جزئيات تحمل هي عليها فضلا عن أن يكون لها أحكام يتعرّف منها، بل المراد جزئيات موضوع تلك القضية، فإنّ لها أحكاما تتعرّف منها، فخرجت الشرطيات، إذ ليس لها موضوع، وعلم أيضا أنّ تلك الأحكام أيضا منطوية في تلك القضية المشتملة عليها بالقوة. فهذا الاشتمال هو المراد بانطباق الأمر الكلّي على جزئيات موضوعه باعتبار أحكامها التي تتعرّف منه، فقد فصّلت في هذه العبارة أمور ثلاثة أجملت في العبارة الأولى، فصار الحاصل أنّ القاعدة أمر كلّي، أي قضية كلّية منطبق، أي مشتمل بالقوة على جميع جزئياته، أي جزئيات موضوعه عند تعرّف أحكامها، أي يستعمل عند طلب معرفة أحكامها بأن تجعل كبرى الصغرى سهلة الحصول للكسب أو للتنبيه. فقولك كلّ سالبة كلّية ضرورية فإنّها تنعكس سالبة كلّية دائمة قضية كلّية مشتملة بالقوة على أحكام جزئيات موضوعها، أعني السوالب الكلّية الضرورية.
فإذا أردت أن تتعرّف حكم قولنا لا شيء من الإنسان بحجر بالضرورة، قلت هذه سالبة كلّية ضرورية، وكلّ سالبة كلّية ضرورية تنعكس إلى سالبة كلّية دائمة، فهذه تنعكس إلى سالبة كلّية دائمة، أعني قولنا لا شيء من الحجر بإنسان دائما فالقضية الكلّية أصل لهذه الأحكام، وهي فروع لها، واستخراجها عنها بتحصيل تلك الصغرى وضمّها إليها يسمّى تفريعا، ونسبة الفرع، وإلى أصولها تشبه نسبة الجزئيات إلى كلّياتها المحمولة عليها. فإنّ الإنسان مثلا يتناول زيدا وعمروا وبكرا وغيرهم بالحمل عليها. وقولنا كلّ إنسان حيوان يشتمل بالقوة على أحكامها، فتقييد الأمر بالكلّي للاحتراز عن القضية الجزئية أو الشخصية فإنّها لا تسمّى قاعدة، ووصف الأمر الكلّي بالانطباق المذكور والاستعمال عند التعرّف للإشعار إلى حيثيتين معتبرتين في مفهوم القاعدة أي من حيث إنّه منطبق على أحكام جزئيات موضوعة وصالح للاستعمال عند طلب معرفتها منه. فالحيثية الأولى لإخراج الأمر الكلّي عن تعريف القاعدة إذا أخذ بالقياس إلى أحكام جزئيات ما يساوي موضوعه أو أعمّ منه، كقولنا: كلّ ناطق إنسان، وبالقياس إلى هذا الضاحك إنسان، وبالقياس إلى هذا الحيوان إنسان. فإنّ أمثال تلك القضايا لا تسمّى في الاصطلاح أصولا وقواعد بالقياس إلى تلك النتائج وإن كانت مبدأ لها. والحيثية الثانية لإخراجه عنه إذا أخذ بالقياس إلى أحكام جزئيات موضوعه المستغنية عن التعريف، ككونها مستغنية عن التنبيه أيضا.
فالقواعد المنطقية التي أحكام جزئيات موضوعاتها بديهية كالشكل الأول منتج داخلة في القانون بالقياس إلى بعض منها ومحتاجة إلى التنبيه بالنسبة إلى بعض الأذهان القاصرة، فلا يلزم خروجها عن المنطق المعرف بالقانون كما توهّمه البعض. وبالجملة فالقضية الكلّية التي ليست لها جزئيات لا يحتاج إلى استنباطها منها أصلا لا بطريق النظر ولا بطريق التنبيه لا تسمّى قانونا وأصلا، وما يكون لها جزئيات بديهية صرفة وجزئيات أخر ليست كذلك لا تسمّى قانونا بالقياس إلى الجزئيات البديهية الصرفة، وإنما قيّدنا الصغرى بكونها سهلة الحصول لكونها سهلة الحصول غالبا وقال بعض المحقّقين التقييد للتخصيص وإخراج كون القضية الكلّية أصلا وقانونا بالقياس إلى قضية جزئية مستنبطة منها ومن صغرى لا تكون سهلة الحصول فإنّها لا تسمّى أصلا وقانونا بالنسبة إليها وإنّه يظهر لمن تتبع موارد الاستعمالات أنّ القاعدة هي الكلّية التي يسهل تعرّف أحوال الجزئيات منها، فلا يقال كون النفي والإثبات لا يجتمعان ولا يرتفعان قاعدة بالنسبة إلى كون زوايا المثلث مساوية لقائمتين انتهى.
وقيل معنى التعريف المجمل قضية كلّية تشتمل على جزئيات تعتبر فيها باعتبار تحقّقها لا باعتبار تعلّقها، فخرجت الشرطيات إذ لا جزئيات لها والسوالب إذ لا تشتمل على الجزئيات المعتبرة في تحقّقها بناء على أنّ السالبة لا تستدعي وجود الموضوع، فالقانون لا يكون إلّا قضية كلّية حملية موجبة وإضافة الجزئيات إلى الأمر الكلّي مع أنّ الواضح إضافتها إلى موضوعها للدلالة على أنّ المراد الجزئيات بحسب نفس الأمر لأنّها جزئيات القضية بمعنى الجزئيات المعتبرة فيها دون الأعمّ الشامل للجزئيات الفرضية، وفيه تكلّفات. الأول أن يراد باشتمالها على الجزئيات أن يكون الحكم فيها على تلك الجزئيات. والثاني أن يراد بجزئياته الجزئيات المعتبرة في تحقّقها ولا دلالة للفظ عليه.
والثالث أنّه يستلزم أن لا يكون قولهم نقيضا المتساويين متساويان ونحوه قانونا لاشتمالهما على نقائض الأمور الشاملة نحو اللاشيء واللاممكن، وهي من الأمور الفرضية. والرابع أنّه يلزم أن لا تكون المسائل التي موضوعها الكلّيات المنحصرة في فرد واحد كمباحث الواجب والعقول والأفلاك قوانين لعدم الجزئيات لها في نفس الأمر، بل بالفرض.

## الطب
يقسم الأطباء القاعدة بالنسبة إلى قاعدة أخرى فوقها أو تحتها إلى كلية وجزئية، ويعنون بالجزئي الإضافي لأنّ الكلّية مأخوذة في تعريف القاعدة فلا يتصوّر كونها جزئية حقيقية، ويريدون بالقاعدة الكلّية قاعدة تحتها قاعدة، وبالقاعدة الجزئية قاعدة فوقها قاعدة. مثلا قولهم علاج كلّ مرض بالضدّ قاعدة كلّية يندرج تحتها قواعد جزئية، كقولهم علاج الغبّ الخالص بالتبريد، وعلى هذا فقس. ومنها ضلع من أضلاع المثلّث. ومنها الوتر بالنسبة إلى كل قطعتي دائرة. ومنها الدائرة بالنسبة إلى كلّ قطعتي كرة وبالنسبة إلى المخروط والأسطوانة المستديرين. ومنها غير ذلك كقاعدة المخروط والأسطوانة المضلّعين.

## أبحاث
- شرح الشمسية
- حواشي شرح المطالع[2]